# Clebão
Cléber Américo da Conceição (Belo Horizonte, 26 de julho de 1969), mais conhecido apenas como Cléber ou Clebão, é um ex-futebolista brasileiro que atuava como zagueiro.

## Carreira como jogador

### Início
Cléber iniciou sua carreira profissional em 1989, no Atlético Mineiro, onde conquistou dois Campeonatos Mineiros e o Troféu Ramón de Carranza de 1990. Em 1991 foi contratado pelo Logroñés, da Espanha.

### Palmeiras
Após não ter se adaptado na equipe espanhola, transferiu-se para o Palmeiras em 1993. No clube alviverde conquistou uma extensa lista de títulos, com destaque para a Libertadores de 1999. Com boas atuações no Porco, foi convocado para a Seleção Brasileira e atuou em 13 partidas. Especulado na lista de 23 convocados para a Copa do Mundo FIFA de 1994, acabou sendo preterido por Ronaldão.
Cléber ficou marcado pelo seu forte porte físico, raça e os desarmes precisos. Tinha bom senso de cobertura para dar liberdade aos laterais, não era violento e formou ótimas duplas com Roque Júnior e Antônio Carlos. No ano de 1994, em que conquistou o Campeonato Paulista e o Campeonato Brasileiro, também faturou o prêmio Bola de Prata da revista Placar.
Dois anos depois, em 1996, esteve presente no super time do Palmeiras que marcou 104 gols no Campeonato Paulista. No total, disputou 372 jogos (212 vitórias, 92 empates e 68 derrotas) e marcou 21 gols pelo clube alviverde, sendo o terceiro zagueiro com mais jogos com a camisa do Verdão.

### Cruzeiro
No ano de 2000 foi contratado pelo Cruzeiro, rival do clube que o formou. Jogou até 2001 na equipe mineira e ganhou, em 2000, sua segunda Copa do Brasil e a Copa Sul-Minas de 2001.

### Últimos anos
De 2001 a 2002 passou pelo Santos. No segundo semestre de 2002, seguiria para o Yverdon-Sport, modesto clube da Suíça.
Foi contratado pelo Figueirense em 2003 e ficou na equipe catarinense até 2005. No ano seguinte, se transferiu para o São Caetano, clube onde encerrou sua carreira profissional.

## Carreira como treinador
A partir de 2009 começou a se preparar para a carreira de treinador de futebol, tendo feito estágio junto ao Cruzeiro, com o treinador Adílson Batista. Seu primeiro time a comandar foi o Mogi Mirim, durante alguns jogos no Campeonato Paulista  - Série A2. Foi gerente de futebol no Mogi Mirim e no Rio Claro, tendo assumido interinamente o time por apenas dois jogos, não tendo, entretanto, como evitar o seu rebaixamento.
Em 2011 aceitou treinar o Araxá no Campeonato Mineiro - Segunda Divisão (3ª divisão de Minas), tendo como seu auxiliar Célio Lúcio, também ex-zagueiro do Cruzeiro. Em janeiro de 2013 assumiu o Poços de Caldas, mas deixou a equipe em fevereiro.

## Títulos

### Como jogador
Atlético Mineiro
- Campeonato Mineiro: 1989 e 1991

Palmeiras
- Campeonato Brasileiro: 1993 e 1994
- Campeonato Paulista: 1994 e 1996
- Copa do Brasil: 1998
- Copa Mercosul: 1998
- Copa Libertadores da América: 1999

Cruzeiro
- Copa do Brasil: 2000
- Copa Sul-Minas: 2001

Figueirense
- Campeonato Catarinense: 2004

### Outras conquistas
Atlético Mineiro
- Troféu Ramón de Carranza: 1990

Logroñés
- Troféu Cidade de Estella: 1992

Palmeiras
- Copa Lev Yashin: 1994
- Taça Nagoya: 1994
- Copa Brasil-Itália: 1994
- Copa Euro-América: 1996
- Taça Jihan: 1996
- Taça Xangai: 1996
- Taça Pequim: 1996
- II Taça da Amizade: 1997
- Troféu Naranja: 1997
- Taça Valle d'Aosta: 1999